# Xenopus pygmaeus
Xenopus pygmaeus es una especie de anfibio anuro de la familia Pipidae.

## Distribución geográfica
Esta especie es endémica de África central. Se encuentra:
- en Gabón;
- en la República del Congo;
- en el sudoeste de la República Centroafricana;
- en el norte de la República Democrática del Congo;
- en el oeste de Uganda.[5]

## Publicación original
- Loumont, 1986 : Xenopus pygmaeus, a new diploid pipid frog from rain forest of equatorial Africa. Revue Suisse de Zoologie, vol. 93, p. 755-764[6]